# Mona Schubert
Mona Schubert (* 16. Februar 1990 in Berlin) ist eine deutsche Schauspielerin. 
Zwischen 2009 und 2012 absolvierte sie eine Schauspielausbildung in Leipzig. Seither ist sie als Theaterschauspielerin tätig. Zwischen 2018 und 2019 absolvierte sie eine Ausbildung zur Tanzpädagogin und Choreografin. Seither arbeite sie am Theatrium Leipzig.

## Filmographie (Auswahl)
- 2023: Einspruch, Schatz! – Ein Fall von Liebe